# Žalm 75
Žalm 75 („Vzdávám ti chválu, Bože, vzdávám ti chválu“) je biblický žalm. V překladech, které číslují podle Septuaginty, se jedná o 74. žalm. Žalm je nadepsán těmito slovy: „Pro předního zpěváka, jako: „Nevyhlazuj!“ Žalm; pro Asafa, píseň.“ Podle některých vykladačů toto nadepsání znamená, že žalm byl určen pro to, aby jej zpíval v Chrámu za doprovodu hudby k tomu určený zkušený zpěvák z Asafova rodu, přičemž hebrejský výraz al tašchet (אַל־תַּשְׁחֵת, „jako „Nevyhlazuj““) je chápán jako údaj ohledně způsobu přednesu.